# Списак српских драмских писаца
Следи Списак српских драмских писаца, који обухвата драматичаре који испуњавају један од уопштених критеријума: да делују у српској култури, и/или пишу на српском језику, и/или живе у Републици Србији или у другим српским земљама и крајевима итд. За савремене писце критеријуми су били неки од следећих: извођење у професионалним позориштима и на радију, чланство у Удружењу драмских писаца Србије, и едицији УДПС „Савремена српска драма“. Критеријум се односи и на објављивање у другим професионалним едицијама и часописима као што су Сцена, Театрон, Драмска баштина, Књижевна реч, е-библиотеци „Савремена српска драма“ Пројекта Растко, сајт Нова драма, избор Нова српска драма 2007-2015., Антологија најновије српске драме 1995-2005. I-II, Библиотека „Савремена југословенска драма“ и друга објављивања у часописима и књигама регистрованих издавача.
|  |  |  |  |  |  |  |  |  |  |  |  |  |  |  |  |  |  |  |  |  |  |  |  |  |  |  |  |  |  |

## А
- Драгана Абрамовић[1][2]
- Давид Албахари (1948)
- Весна Алексић (1958)
- Дејан Алексић (1972)
- Драган Алексић[1][2]
- Марко Алексић (1970)
- Снежана Андрејевић[1][2]
- Бојана Андрић (1944)[1]
- Владимир Андрић (1944)[1]
- Драгослав Андрић (1923-2005)
- Душан Анђелковић  (1910-1997)
- Миливој Анђелковић (1940)
- Мирослав Антић (1932-1986)
- Србољуб Аритоновић[1]
- Наталија Арсеновић Драгомировић (1886-1978)
- Владимир Арсић[1]
- Борисав Атанасковић (1931-1994)

|  |  |  |  |  |  |  |  |  |  |  |  |  |  |  |  |  |  |  |  |  |  |  |  |  |  |  |  |  |  |

## Б
- Горан Бабић[2]
- Даница Баднић Телечки (1871-1950)
- Сташа Бајац (1985)[3][6]
- Радош Бајић (1953)[1]
- Илија Бакић (1961)[5]
- Горана Баланчевић[1][2]
- Матија Бан (1818–1903)
- Ристо Банић (1947-2016)
- Светислав Басара(1953)[8]
- Мирослав Бенка (1956)
- Стојан Бербер (1942)
- Стеван Бешевић (1868-1942)
- Тамара Бијелић (1985)[6]
- Исидора Бјелица (1967)
- Љубинка Бобић (1897-1978)
- Мирјана Бобић Мојсиловић (1959)[1][2]
- Јелена Богавац (1973)[5]
- Милена Миња Богавац (1982)[3][5][6][8]
- Предраг Богдановић Ци[1]
- Видан Богдановић[1]
- Соња Богдановић[1][2]
- Дејан Богићевић[1]
- Дејан Богојевић (1971)[1]
- Недељко Бодирога[1]
- Зоран Божовић[2]
- Ранко Божић (1961)[1]
- Милутин Бојић (1892-1917)
- Игор Бојовић (1969)[1][2][5]
- Добривоје Ј. Бошковић[1]
- Небојша Брадић (1956)
- Радослав Братић (1948-2016)
- Велимир Брачуљ[5]
- Ива Брдар (1983)[6]
- Јеврем Брковић (1933)
- Бранко Брђанин (1956)[1][2]
- Неша Даниловић — Неша Бриџис(1980)
- Слободан Бубњевић‎ (1978)
- Јован Булајић[1]
- Миодраг Булатовић (1930-1991)
- Ана Бујић[2]

|  |  |  |  |  |  |  |  |  |  |  |  |  |  |  |  |  |  |  |  |  |  |  |  |  |  |  |  |  |  |

## В
- Душан Васиљев (1900-1924)
- Павле Васић (1907-1993)
- Ласло Вегел(1941)
- Борис Веков[3]
- Иван Велисављевић[3]
- Владимир Велмар-Јанковић (1895-1976)
- Светлана Велмар-Јанковић (1933-2014)
- Гаврил Стефановић Венцловић (1680-1749)
- Јанко Веселиновић (1862-1905)
- Мавро Ветрановић (1482–1576)
- Саша Вечански[1][7]
- Милован Витезовић (1944)[1]
- Љубиша Вићановић[1][7]
- Светозар Влајковић (1938)[1][2]
- Радован Влаховић (1958)
- Радмила Војводић
- Димитрије Војнов(1981)[8]
- Владислава Војновић (1965)[2]
- Иво Војновић (1857-1929)[5]
- Маја Волк (1959)
- Стеван Вранеш[5]
- Слободан Вујановић[3]
- Јоаким Вујић (1772-1847)
- Слободан Вукановић[1]
- Филип Вујошевић (1977)[3][5][6][7][8]
- Вид Вукасовић (1938-2014)[5]
- Дивна М. Вуксановић (1965)
- Јелена Вуксановић[5]

|  |  |  |  |  |  |  |  |  |  |  |  |  |  |  |  |  |  |  |  |  |  |  |  |  |  |  |  |  |  |

## Г
- Илија Гајица[1]
- Веселин Гатало
- Младен Гверо[2]
- Александар Гец[5]
- Јован Гец (1893-1962)
- Семир Гицић (1989)[1]
- Властимир Глигоријевић[5]
- Милован Глишић (1847-2008)
- Душан Гојков (1965)
- Милан Грол (1876-1952)
- Петар Грујичић (1967)[3][5]
- Иван Гундулић (1589-1638)
- Џиво Гундулић (1678-1721)
- Шишко Гундулић (1634-1682)

|  |  |  |  |  |  |  |  |  |  |  |  |  |  |  |  |  |  |  |  |  |  |  |  |  |  |  |  |  |  |

## Д
- Едуард Дајч[1][2]
- Раде Дацић (1930)[5]
- Милан Делчић Делча (1960-2011)
- Милена Деполо (1981)[6]
- Владан Десница‎ (1905-1967)
- Војислав Деспотов (1950-2000)
- Арсен Диклић (1922-1995)
- Ивана Димић (1957)
- Мома Димић (1944-2008)
- Бранислав Брана Димитријевић (1939-2015)[1][5]
- Миша Димитријевић (1854-1909)
- Ненад Димитријевић[5]
- Олга Димитријевић (1984)[6][7]
- Драгутин Добричанин (1922-1988)
- Соња Домазет[1]
- Предраг Драгић (1945-2012)
- Младен Дражетин (1951-2015)
- Наташа Дракулић (1979)
- Боро Драшковић‎ (1935)
- Сунчица Дрецун[6]
- Марин Држић (1508-1567)
- Џоре Држић (1461-1501)
- Мирјана Дрљевић (1971)[6]
- Драгомир Дујмов (1963)
- Мухарем Дурић[1][2]

|  |  |  |  |  |  |  |  |  |  |  |  |  |  |  |  |  |  |  |  |  |  |  |  |  |  |  |  |  |  |

## Ђ
- Александар Ђаја[1][2]
- Зоран О. Ђикић[1][2]
- Осман Ђикић (1879-1912)
- Љубиша Ђокић
- Милан Ђоковић
- Владан Ђорђевић[2]
- Владимир Ђорђевић[1][2][6]
- Десанка Цоца Ђорђевић (1878-1946)
- Смиљана Ђорђевић[1][2]
- Миодраг Ђукић (1938-2010)[1][2]
- Владимир Ђурђевић (1977)[3][6]
- Ђорђе Ђурђевић
- Миодраг Ђурђевић (1920-1997)
- Предраг Ђурђевић[6]
- Рајко Ђурђевић (1947)[1][2]
- Бранко Ђурђулов (1925-1996)
- Владимир Ђурић Ђура[1][2]
- Александар Ђуричић (1982)[6]

|  |  |  |  |  |  |  |  |  |  |  |  |  |  |  |  |  |  |  |  |  |  |  |  |  |  |  |  |  |  |

## Е
- Весна Егерић (1970)[2]
- Добрица Ерић (1936)

|  |  |  |  |  |  |  |  |  |  |  |  |  |  |  |  |  |  |  |  |  |  |  |  |  |  |  |  |  |  |

## Ж
- Радован Ждрале (1929)
- Петар Жебељан (1939)
- Борка Живић[1]
- Зоран Живковић (1948)
- Срђан Живковић (1963)
- Слободан Жикић[1][2]
- Велимир Живојиновић Масука (1886-1974)

|  |  |  |  |  |  |  |  |  |  |  |  |  |  |  |  |  |  |  |  |  |  |  |  |  |  |  |  |  |  |

## З
- Божидар Зечевић[1][2]
- Грегор Зупанц[6]
- Јелица Зупанц[1][2]
- Миодраг Зупанц[1][2]

|  |  |  |  |  |  |  |  |  |  |  |  |  |  |  |  |  |  |  |  |  |  |  |  |  |  |  |  |  |  |

## И
- Бранислава Ибрајтер[2]
- Срба Игњатовић (1946)[2]
- Бранислава Илић (1970)[5][7]
- Добривоје Илић
- Драган Илић[1]
- Драгутин Илић (1858-1926)[5]
- Милорад Илић[1]
- Миодраг Илић (1934)[1][2]
- Слободан М. Исаковић[2]

|  |  |  |  |  |  |  |  |  |  |  |  |  |  |  |  |  |  |  |  |  |  |  |  |  |  |  |  |  |  |

## Ј
- Бранислав Јаковљевић[5]
- Милица Јаковљевић — Мир-Јам (1887-1952)
- Ђура Јакшић (1832-1878)
- Милета Јакшић‎ (1863-1935)
- Александар С. Јанковић[5]
- Весна Јанковић[1][2]
- Драгољуб Јанковић (1927-1993)
- Благоје Јастребић (1941-1979)[2]
- Зорица Јевремовић (1948)[3]
- Мирјана Јевтић[1][2]
- Милан Јелић (1944-2023)[1][2]
- Силвија Јестровић (1970)
- Жарко Јокановић (1967)
- Војислав Јовановић Марамбо (1884-1968)[5]
- Душан Ч. Јовановић[1]
- Јован Јовановић Змај(1833-1904)[5]
- Радмила Јовановић[1][2]
- Рашко В. Јовановић[1][2]
- Слободан Ж. Јовановић (1945-2016)
- Павле Јозић[1]
- Горан Јокић[1][2]
- Јованка Јоргачевић[1]
- Александар Југовић (1975)

|  |  |  |  |  |  |  |  |  |  |  |  |  |  |  |  |  |  |  |  |  |  |  |  |  |  |  |  |  |  |

## К
- Јелена Кајго (1969)[6]
- Марија Караклајић[3][8]
- Жељко Каран[2]
- Војислав Карановић (1961)
- Мирослав Караулац (1932)
- Миодраг Караџић[1]
- Драгиша Кашиковић (1932-1977)
- Драго Кекановић (1947)
- Данило Киш (1935-1989)
- Божидар Кнежевић[7]
- Дубравка Кнежевић[1][5]
- Ирина Кикић[1][2]
- Мирко Ковач (1938-2013)
- Божидар Ковачевић (1902-1990)
- Душан Ковачевић (1948)[5][8][9]
- Момчило Ковачевић (Леон Ковке)[1][2]
- Синиша Ковачевић (1954)[1][2][3][5][9]
- Димитрије Коканов[1][2][6]
- Драган Коларевић (1954)[1][2]
- Владимир Коларић
- Радомир Константиновић‎ (1928-2011)
- Милица Константиновић‎[3][6]
- Стеван Копривица (1959)[1][2][3][8]
- Мирко Королија (1886-1934)
- Бојан Вук Косовчевић[1][2]
- Звонимир Костић (1948)[1]
- Зоран Костић (1948)
- Лаза Костић (1841-1910)
- Тадија Костић (1863-1927)
- Симеон Костов[1]
- Петар Кочић (1877-1916)[5]
- Мирјана Коџић (1928-2004)
- Сања Крсмановић Тасић (1963)
- Здравко Крстановић (1950)
- Анђелко Крстић (1871-1952)
- Скендер Куленовић (1910-1978)
- Тома Курузовић (1930-2017)[1][2]
- Снежана Кутрички[1][2]

|  |  |  |  |  |  |  |  |  |  |  |  |  |  |  |  |  |  |  |  |  |  |  |  |  |  |  |  |  |  |

## Л
- Жарко Лазаревић[5]
- Жика Лазић[2]
- Лаза Лазић (1929)[1]
- Мирјана Лазић[1]
- Петар Лазић (1960-2017)
- Иван М. Лалић[1]
- Ана Ласић
- Милош Латиновић[1][2]
- Ђорђе Лебовић (1928-2004)[1][2]
- Никола Лекић (1925-2000)
- Деана Лесковар (Сара Коен)[1][2]
- Нина Линта Лазаревић (1976)
- Владимир Личина
- Велимир Лукић (1936-1997)[2]
- Драган Лукић (1928-2006)
- Мирослав Лукић‎ (1950)

|  |  |  |  |  |  |  |  |  |  |  |  |  |  |  |  |  |  |  |  |  |  |  |  |  |  |  |  |  |  |

## Љ
- Братислав Љубишић (1942-2014)

|  |  |  |  |  |  |  |  |  |  |  |  |  |  |  |  |  |  |  |  |  |  |  |  |  |  |  |  |  |  |

## М
- Георгије Магарашевић (1793–1830)
- Миливоје Мајсторовић[2]
- Иван Макрагић[6]
- Биљана Максић (1961)
- Тодор Манојловић (1883-1968)
- Данило Марић (1938)
- Бранислав Марковић[1]
- Горан Марковић (1946)[1][2][8]
- Драган Марковић (1927-1996)
- Игор Марковић[5]
- Јован Марковић (1938)
- Милан Марковић (1978)[3][6]
- Милена Марковић (1974)[2][3][8]
- Мирко С. Марковић[1]
- Тања Марковић (1983)[3][6]
- Игор Маројевић (1968)
- Владан Матијевић (1962)
- Миленко Матицки (1936-2001)
- Митко Маџунков (1943)
- Иван Меденица
- Никола Мељаницки (1929-1989)
- Зоран Мијаљевић[1]
- Јелена Мијовић
- Душан Микља
- Дејан Миладиновић[1]
- Горан Миленковић
- Милисав Миленковић[1][2]
- Стефан фон Миленковић (1836-1915)
- Тадија Милетић
- Жарко Миленић[5]
- Марко Милин[6]
- Марина Миливојевић-Мађарев[1][2][5]
- Милан Милишић (1941-1991)
- Милан Миловановић[2][6]
- Спасоје Ж. Миловановић[1][2]
- Стамен Миловановић[1][2]
- Мирко Милорадовић[2]
- Ђорђе Милосављевић (1969)[5]
- Предраг Милосављевић (1908-1987)
- Тимошенко Милосављевић[5]
- Александра Милошевић (1955)[1]
- Арса Милошевић (1931-2006)
- Дијана Милошевић (1961)
- Милош Милошевић Шика[1]
- Сима Милутиновић Сарајлија (1791-1847)
- Милосав Буца Мирковић (1932-2013)
- Бранислав Митић (1942-2014)[1]
- Ивана Мирковић Ивков[5]
- Драгослав Михаиловић (1930)[1]
- Даријан Михајловић[3]
- Петар Михајловић[7]
- Гордан Михић (1938)
- Ранко Младеновић (1892-1943)
- Мирослав Момчиловић (1969)[5]

|  |  |  |  |  |  |  |  |  |  |  |  |  |  |  |  |  |  |  |  |  |  |  |  |  |  |  |  |  |  |

## Н
- Никола Наљешковић (око 1500-1587)
- Мирослав Настасијевић (1939-1998)
- Момчило Настасијевић (1894-1938)
- Иван Негришорац[2]
- Дина Недељковић[2]
- Миле Недељковић (1941-2009)
- Бранислав Недић[5]
- Мирољуб Недовић Рики (1961)[1][2][5]
- Обрад Ненезић[2]
- Атанасије Николић (1803-1882)
- Вања Николић (1983)[6]
- Данило Николић (1926-2016)[1]
- Лидија Николић (1960)
- Милош Николић[3]
- Александар Новаковић (1975)[6]
- Слободан Новаковић (1939-2007)
- Милица Новковић (1953)[1][3][9]
- Александар Ного[2]
- Дејан Новчић[1]
- Бранислав Нушић (1864-1938)[5]

|  |  |  |  |  |  |  |  |  |  |  |  |  |  |  |  |  |  |  |  |  |  |  |  |  |  |  |  |  |  |

- Никола Петровић Његош[5]

|  |  |  |  |  |  |  |  |  |  |  |  |  |  |  |  |  |  |  |  |  |  |  |  |  |  |  |  |  |  |

## О
- Доситеј Обрадовић (1739-1811)
- Светозар Обрадовић (1950)
- Милан Миња Обрадовић[2]
- Слободан Обрадовић[3][6]
- Александар Обреновић (1928-2005)[2]
- Вида Огњеновић (1941)[5][8]
- Милан Огризовић (1877-1923)
- Небојша Озимић (1961)
- Мирјана Ојданић[1][3]
- Илија Округић Сремац (1827-1897)
- Боривоје Ољачић[1][2]
- Љубица Остојић (1945)
- Ђорђе Оцић (1934-2008)

|  |  |  |  |  |  |  |  |  |  |  |  |  |  |  |  |  |  |  |  |  |  |  |  |  |  |  |  |  |  |

## П
- Милорад Павић (1929-2009)[5]
- Синиша Павић (1933)[1]
- Борка Павићевић (1947)
- Миодраг Павловић (1928-2014)
- Радослав Павловић (1954)[1][2]
- Ранко Павловић (1943)
- Миленко Пајић (1950-2015)[1]
- Даница Пајовић (1984)
- Миљана Пакић[1]
- Јуније Палмотић (1606-1657)
- Сима Пандуровић‎ (1883-1960)
- Иван Панић[1][2]
- Милан Панић[2]
- Александар Пантелић[2]
- Владимир Паскаљевић[6]
- Миленко Пауновић (1889-1924)
- Маша Певац[1][2]
- Јосип Пејаковић (1948)
- Александар Пејчић[2]
- Борислав Пекић (1930-1992)[2]
- Маја Пелевић (1981)[3][5][6][7][8]
- Сава Пенчић (1925-2003)
- Драгиша Пењин (1925-2000)
- Весна Перић (1972)[5]
- Душан Перковић (1926-2000)
- Предраг Перишић[1][2]
- Милош Перовић (1874-1918)
- Братислав Петковић (1948)[1][2]
- Миле Петковић[1][2]
- Мирко Петковић[2]
- Александар Петровић
- Горан Петровић (1961)
- Зоран Петровић (1954-2018)
- Ива Петровић-Модли[3]
- Јасминка Петровић (1960)
- Миодраг Петровић[1]
- Миомир Петровић (1972)[5]
- Ненад Ж. Петровић[1][2]
- Стеван Пешић (1939-1994)
- Милица Пилетић[2]
- Бранислав Пиповић (1959)[5]
- Раша Плаовић (1899-1977)
- Стана Полачек[5]
- Михаило Полит-Десанчић (1833-1920)
- Јелена Попадић(1981)[2][6]
- Александар Поповић (1929-1996)[2]
- Владимир Б. Поповић (1969)[5]
- Данко Поповић (1928-2009)
- Зоран Поповић[2]
- Јелена Поповић[1][2]
- Јован Стерија Поповић (1806-1856)[5]
- Милорад Поповић Шапчанин (1841-1895)
- Мирослав Поповић (1926-1985)
- Младен Поповић[2][3]
- Симо Поткоњак[1]
- Иван Правдић (1975)[6]
- Владимир В. Предић[2]
- Чедо Прица Плитвички (1931-2009)
- Ненад Прокић (1964)
- Ристо Пророковић (1869-1908)
- Милан В. Пузић[5]
- Бошко Пулетић (1946)[1][2]
- Радомир Путник (1946)[1][2]

|  |  |  |  |  |  |  |  |  |  |  |  |  |  |  |  |  |  |  |  |  |  |  |  |  |  |  |  |  |  |

## Р
- Бранислав Радишић (1953)
- Раде Радовановић[1][2]
- Славен Радовановић (1947)[1][2]
- Вељко Радовић[5]
- Драган Радовић[1]
- Душко Радовић (1922-1984)
- Милош М. Радовић (1953)
- Виктор Радоњић (1973)[5]
- Јован Радуловић (1951-2018)[3]
- Ксенија Радуловић (1969)
- Неда Радуловић[3]
- Јован Рајић (1726-1801)
- Јован И. Рајковић[2]
- Катарина Ралевић (1991)
- Зоран Ранкић (1935)[1]
- Живомир Жика Ранковић[1][2]
- Верослав Ранчић[2]
- Ристо Ратковић (1903-1954)
- Ранко Рисојевић (1943)[2]
- Душан Ристић[1]
- Ана Родић[2]
- Страхиња Родић[1]
- Небојша Ромчевић[1][3][5][8]
- Тиодор Росић (1950)
- Вук Ршумовић[1]
- Љубивоје Ршумовић (1939)[1]

|  |  |  |  |  |  |  |  |  |  |  |  |  |  |  |  |  |  |  |  |  |  |  |  |  |  |  |  |  |  |

## С
- Егон Савин[2]
- Војислав Савић[1][2][7]
- Новица Савић (1943-2004)[2]
- Душан Савковић[2]
- Самир Садиковић[5]
- Лејла Самарај (такође и као Leila Samarrai Mehdi) (1976)[5]
- Исак Самоковлија‎ (1899-1955)
- Антун Сасин (1518/1525. — ? 1595.)
- Слободан Селенић (1933-1995)[9]
- Ана Сеферовић (1976)[6]
- Милева Симић (1859-1946)
- Зорица Симовић (1954)[2]
- Љубомир Симовић (1935)[1][3][5]
- Раде Симовић (1957)
- Митар Сладоје[5]
- Тома Смиљанић-Брадина (1888-1969)
- Радмила Смиљанић (1973)[2]
- Радомир Смиљанић (1934)[1]
- Светлана Спајић(1971)[5]
- Зоран Спасојевић (1949)[1]
- Даница Србић-Ракитић[1]
- Биљана Србљановић (1970)[8][10]
- Стојан Срдић (1950)[1][2]
- Жика Срећковић[1]
- Биљана Стајић[5]
- Мира Станишев (1965)
- Драган Станишић[2]
- Слободан Станишић (1939)[1]
- Борисав Станковић (1876-1927)[5]
- Васја Станковић(1930-1994)[6]
- Весна Станковић (1972)
- Чича Илија Станојевић (1859-1930)
- Видосав Стевановић (1942)
- Зоран Стевановић (1942)
- Тихомир Стевановић
- Мирјана Стефановић(1939)[5]
- Зоран Стефановић (1969)[1][2][5]
- Светислав Стефановић (1877-1944)
- Стефан Стефановић (1807-1828
- Драгољуб Стојадиновић (1929-2018)
- Лела Стојановић[1]
- Љубинка Стојановић (1979)[1][2][6]
- Марија Стојановић[5]
- Олга Стојановић
- Радосав Стојановић‎ (1950)
- Слободан Стојановић (1937-2000)[2]
- Влада Стојиљковић (1938-2002)
- Мирко Стојковић[5]
- Раде Стојковић Мисирац
- Маша Стокић (1966)
- Бојан Ступица (1910-1970)
- Јован Суботић (1817-1886)
- Бошко Сувајџић[1][2]

|  |  |  |  |  |  |  |  |  |  |  |  |  |  |  |  |  |  |  |  |  |  |  |  |  |  |  |  |  |  |

## Т
- Данијела Танасковић[5]
- Никола Теофиловић[1][2]
- Павле Теофиловић[6]
- Јасмина Тешановић (1954)
- Драган Тешовић[1][2]
- Драган Тимотијевић[1]
- Ана Тодоровић Диало (1979)[6]
- Иван Томашевић[1]
- Драган Томић (1941)[1][2]
- Милан Тополовачки (1933-1994)
- Ангелина Трајановска[1]
- Мира Траиловић (1924-1989)
- Пеђа Трајковић (1956)[2]
- Коста Трифковић (1843-1875)[5]
- Бошко Трифуновић
- Душко Трифуновић (1933-2006)
- Слободан Турлаков (1929-2018)[1]

|  |  |  |  |  |  |  |  |  |  |  |  |  |  |  |  |  |  |  |  |  |  |  |  |  |  |  |  |  |  |

## Ћ
- Иво Ћипико (1869-1923)
- Јован Ћирилов‎ (1831-2014)
- Светозар Ћоровић (1875-1919)
- Марио Ћулум[2]
- Михаило Ћуповић‎ (1934-2004)

|  |  |  |  |  |  |  |  |  |  |  |  |  |  |  |  |  |  |  |  |  |  |  |  |  |  |  |  |  |  |

## У
- Молина Удовички-Фотез[3]
- Павле Угринов (1926-2007)
- Александра Урошевић[1]
- Славица Урошевић (1957-2012)
- Драган Ускоковић (1950)[1]

|  |  |  |  |  |  |  |  |  |  |  |  |  |  |  |  |  |  |  |  |  |  |  |  |  |  |  |  |  |  |

## Ф
- Вукашин Вук Филиповић‎ (1930-1990)
- Маша Филиповић[1][2]

|  |  |  |  |  |  |  |  |  |  |  |  |  |  |  |  |  |  |  |  |  |  |  |  |  |  |  |  |  |  |

## Х
- Енес Халиловић (1977)
- Сретен Ж. Хаџић[1]
- Јован Христић (1933-2002)
- Жеко Хубач[2][3][5]

|  |  |  |  |  |  |  |  |  |  |  |  |  |  |  |  |  |  |  |  |  |  |  |  |  |  |  |  |  |  |

## Ц
- Јордан Цветановић (1982)[3][6]
- Мирко Цветановић[1]
- Душан Ђ. Цветковић (1892-1978)
- Вера Црвенчанин[2]
- Предраг Црнковић
- Бранислав Брана Црнчевић (1933-2011)
- Милош Црњански (1893-1977)

|  |  |  |  |  |  |  |  |  |  |  |  |  |  |  |  |  |  |  |  |  |  |  |  |  |  |  |  |  |  |

## Ч
- Радоје Чупић (1982)

|  |  |  |  |  |  |  |  |  |  |  |  |  |  |  |  |  |  |  |  |  |  |  |  |  |  |  |  |  |  |

## Ш
- Радивој Шајтинац (1949)
- Угљеша Шајтинац (1971)[8]
- Алекса Шантић (1868-1924)
- Гојко Шантић (1946)[2]
- Ирена Шаровић[2]
- Миладин Шеварлић (1943)[1][2]
- Андреј Шепетковски (1974)[1][6]
- Милан Шећеровић[1]
- Нинослав Шибалић (1939-2004)
- Федор Шили (1983)[1][6]
- Богдан Шпањевић[1][5]
- Јован Шуица[1]
- Тамара Шушкић (1981)[6]

|  |  |  |  |  |  |  |  |  |  |  |  |  |  |  |  |  |  |  |  |  |  |  |  |  |  |  |  |  |  |